# Lachnaea oliverorum
Lachnaea oliverorum är en tibastväxtart som beskrevs av Beyers. Lachnaea oliverorum ingår i släktet Lachnaea och familjen tibastväxter. Inga underarter finns listade i Catalogue of Life.